# STARS

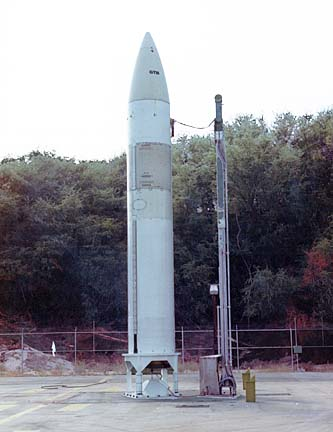
STARS-Rakete auf der Kauai Test Facility

STARS (englisch Strategic Target System für Strategisches Zielsystem) ist eine modifizierte UGM-27C-Polaris-A3-Rakete, die zur Zieldarstellung in Tests des US-amerikanischen Raketenabwehrprogramms verwendet wird.

## Entwicklung
1985 wurden die Sandia National Laboratories beauftragt, aus ehemals U-Boot-gestützten Raketen eine Rakete zur Zieldarstellung zu entwickeln, die als Alternative zu Minuteman-basierten Zielflugkörpern dienen kann.
Die Polaris-A3 wurde nach ihrer Abrüstung aufgearbeitet und mit einer zusätzlichen Oberstufe vom Typ Orbus-1 versehen. Diese dreistufige Variante wird als STARS-I bezeichnet. Eine Variante, die eine zusätzliche kleine Oberstufe namens ODES (Operations and Deployment Experiments Simulator) verwendet, trägt die Bezeichnung STARS-II. Im Allgemeinen besteht die Nutzlast aus einem oder zwei Wiedereintrittskörpern und zahlreichen Simulationsobjekten (Decoys, Köder). Mit einer zusätzlichen Oberstufe vom Typ Star-26 wären auch orbitale Missionen mit kleinen Satelliten möglich.

## Starts
Starts erfolgten zu Anfang des Programms von der Kauai Test Facility, jedoch werden Starts für operationelle Raketenabwehrtests vom Kodiak Launch Complex in Alaska durchgeführt. Von 1993 bis 1996 erfolgten je zwei Flüge von STARS-I- und STARS-II-Raketen von Kauai aus. Von 2001 bis 2008 wurde die STARS-I neunmal von Kodiak aus eingesetzt, darunter zwei Fehlstarts. Weitere Flüge von Kodiak sind derzeit nicht geplant. 2011 erfolgte noch ein Flug von Kauai aus, bei dem ein manövrierbarer hypersonischer Wiedereintrittskörper getestet wurde.
(Stand: 4. Mai 2012)
Aufgrund des Alters der Polaris-Raketenkomponenten wird die STARS-Rakete von der LV-2-Rakete abgelöst, die auf abgerüsteten UGM-93A Trident-C4-Raketen basiert.